# Max Schulze-Sölde

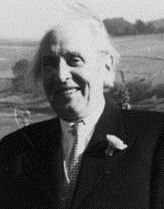
Max Schulze-Sölde als 72-Jähriger (Oktober 1959)

Max Schulze-Sölde, auch Max Schulze-Soelde (* 25. Januar 1887 in Dortmund; † 1. Juli 1967 in Theiningsen bei Soest), war ein deutscher Maler und als „Johannes der Jugend“ ein bekannter Inflationsheiliger der 1920er und 1930er Jahre.

## Leben
Als Sohn eines Generalstaatsanwaltes geboren, studierte er zunächst Jura. 1910 brach er seine Rechtsreferendarausbildung ab und besuchte bis 1912 die Kunstakademie Düsseldorf. Zu seinen Lehrern gehörte dort der Historienmaler Eduard von Gebhardt. Bei Kriegsausbruch 1914 war er auf Studienreisen in Frankreich und wurde als Angehöriger einer Feindmacht interniert.
1918 nach Deutschland ausgeliefert, radikalisierte sich der nach Hagen zurückgekehrte Schulze-Sölde schnell. Unter dem Einfluss von Emil Löhnberg, einem Freund des Malers Heinrich Vogeler, entwickelte er eine Art „religiösen Sozialismus“. Als „gekreuzigter Christus“ stand der ermordete Karl Liebknecht in dessen Zentrum. In der Hagener Bohème traf er auf den Sammler und Mäzen Karl Ernst Osthaus, der ihm ein Maleratelier zur Verfügung stellte. In diesem Kreis traf er auch auf Hugo Hertwig, einen Schüler Ernst Fuhrmanns, von dem er einige sozialistische und zivilisationskritische Grundsätze und Ideen der Lebensreform übernahm, so eine tief sitzende Technik- und Luxusfeindlichkeit sowie die Verherrlichung des ländlichen Lebens. Nach Hertwig sollte Deutschland nach dem Ersten Weltkrieg als antikapitalistische Gesellschaft mit bäuerlichen Wurzeln aufgebaut werden.
Unter Hertwigs Führung beteiligte Schulze-Sölde sich 1920 an einem „kommunistischen“ Siedlungsprojekt auf dem Lindenhof nahe Kleve und schuf dort Ausmalungen im Stil des Expressionismus. Schon nach wenigen Monaten verließ er das Projekt frustriert: „Was hatte ich nur zu tun mit diesen Menschen? Was wusste ich von ihnen und ihren Seelen? Nichts, als daß sie wie ich fertig zu sein glaubten mit der ‚alten Welt’.“ Bis 1933 versuchte er immer wieder, eigene Siedlungspläne in die Tat umzusetzen – allerdings vergeblich. Er ging daraufhin ins Ruhrgebiet. 1921 arbeitete er auf einer Zeche in Duisburg-Meiderich, wo er mit der anarcho-syndikalistischen Bewegung in Berührung kam. Als er im gleichen Jahr einen Solidaritätsstreik zur Unterstützung des kommunistischen mitteldeutschen Aufstands organisierte, wurde er entlassen.
Enttäuscht wandte er sich vom Kommunismus ab und suchte Kontakt zur christ-revolutionären Bewegung des Reformarztes Karl Strünckmann, in der er die Funktion des Jugendführers übernahm. Als „Johannes der Jugend“ vermehrte Schulze-Sölde von da an die Zahl der Inflationsheiligen und versuchte bis Anfang der 1930er Jahre, die proletarische Jugend unter seiner Führung zu sammeln: „Ich behaupte, einer von denen zu sein, die Gott dazu ausersehen hat, den Menschen die ewigen Gesetze wieder zu verkünden, ... ich behaupte, die Stelle zu kennen, an der Satan verwundbar ist, ich behaupte, den Schlüssel zu haben, der uns das Paradies öffnet.“ 1923 schloss er sich, von Strünckmann unterstützt, der von Kurt Pösger auf religiöser Basis gegründeten christ-revolutionären Gewerkschaftsbewegung an, deren Ziel die Bildung einer religiös-sozialistischen Volksgemeinschaft war. Seine Malerei gab er auf.
In den nächsten Jahren näherte er sich politisch immer mehr dem völkischen Lager an. Die unter seiner Leitung 1930 stattfindende „Religiöse Woche“ in Hildburghausen, an der u. a. der Dadaist Johannes Baader, der Inflationsheilige Friedrich Muck-Lamberty, Karl Otto Paetel und Gusto Gräser teilnahmen, sollte der Gründung einer religiös-völkischen Sammlungsbewegung zur Vorbereitung einer „inneren“ nationalen Revolution dienen. Im „Größenwahn“ sprach er davon, „die Hitlers“ und „Thälmanns“ abzulösen. Aber der Versuch die höchst divergenten Gruppen und Einzelvertreter zu einigen, scheiterte. Der nationalsozialistische Völkische Beobachter reagierte verschnupft: „Verquickung von Religion und Politik ist immer mißlich. Und zwar zum Schaden der Religion. Das dürfte Herr Schulze-Sölde sehr bald erfahren – wenn er sich nicht noch rechtzeitig umstellt!“ Dennoch suchte Schulze-Sölde weiter Kontakt zu rechten politischen Gruppierungen, so zur nationalbolschewistischen Gruppe um Ernst Niekisch und zu Otto Strasser und dessen Revolutionären Nationalsozialisten.
Seiner Frau zuliebe, der das Familienleben wichtiger war als die „Weltverbesserung“, hatte Schulze-Sölde schon 1926 eine Hilfslehrertätigkeit am Landerziehungsheim Haubinda in Thüringen angenommen. 1930 schloss er sich der von Gusto Gräsers Tochter Gertrud begründeten Reformsiedlung „Grünhorst“ bei Berlin an, die zu einem Treffpunkt der Jugendbewegung und der „Biosophen“ um Ernst Fuhrmann wurde. 1933 beendete er schließlich seine politischen und religiösen Aktivitäten und kehrte als Maler nach Soest und damit endgültig ins bürgerliche Milieu zurück.
1937 wurden im Rahmen der deutschlandweiten konzertierten Aktion „Entartete Kunst“ nachweislich vierzehn seiner Arbeiten aus öffentlichen Sammlungen beschlagnahmt.  Er blieb jedoch weiter Mitglied der Reichskammer der bildenden Künste und konnte an Ausstellungen teilnehmen.
Ab 1945 war er Vorsitzender des „Kunstrings Soest“. Das Amt hatte er bis 1951 inne. 1947 kam es anlässlich seines 60. Geburtstags zu einer letzten großen Ausstellung seines malerischen Werks im Osthaus Museum Hagen. Der Versuch, 1946 mit Strünckmann seine religiös-politische Tätigkeit wieder aufzunehmen und einen „Sankt-Michaels-Bund“ zu gründen, scheiterte.

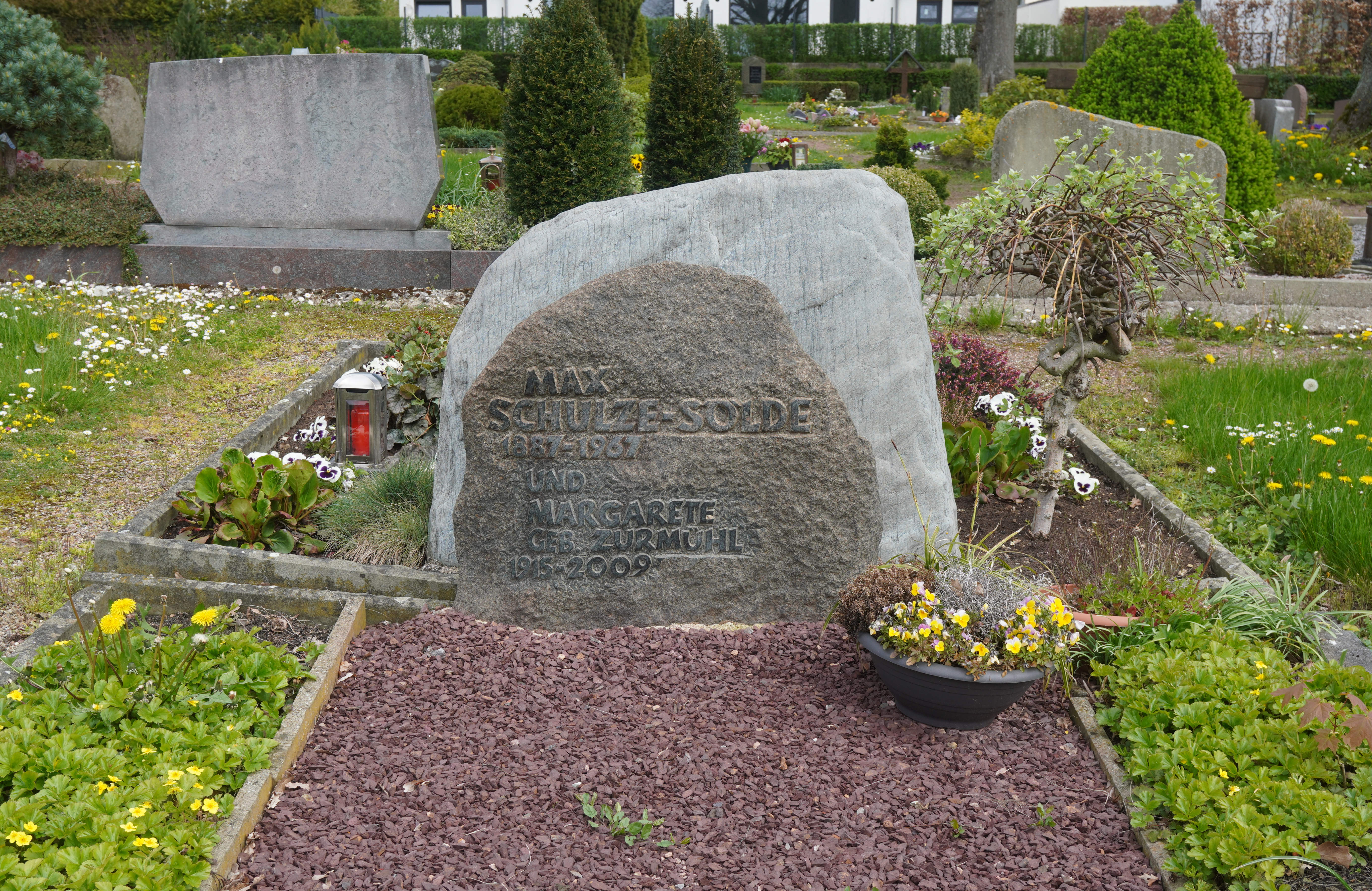
Grab Max Schulze-Söldes, Günne, Gemeinde Möhnesee, 2023 – im Hintergrund Häuser des Max Schulze-Sölde Weges

Politisch wechselte Schulze-Sölde mehrfach die Richtung. Der Kunsthistoriker Reimer Möller fasste 2001 dessen Leben so zusammen: „… vom Kommunisten zum Anarchosyndikalisten, zum außerkirchlichen christlichen Missionar, zum Nationalkonservativen, zum Strasser-Anhänger, schließlich zum christlichen Sozialisten und Demonstranten gegen den Atomtod. Viele dieser Orientierungswechsel haben sich in seinen Bildern niedergeschlagen. Das Bild von Don Quichotte, das er als 71-Jähriger gemalt hat, könnte möglicherweise als Bilanz seiner politischen Existenz gemeint gewesen sein.“

## Malerei
Obwohl er um 1919 als avantgardistischer Maler des Expressionismus bereits erfolgreich war, gab Schulze-Sölde seine Malerei bis 1924 zeitweise auf. Kubismus und Futurismus beeinflussten ihn. Um 1924 orientierte er sich an der Neuen Sachlichkeit, schuf sozialkritische Motive und stellte den zunehmend durch Industrie und Verstädterung bedrängten und verbauten Raum dar. In unnharmonischen, spitzen Formen versuchte er Bedrohung und Irrationalität seiner Zeit auszudrücken. Ab etwa 1933 wandte er sich verstärkt den Themen Natur und Landschaft zu und malte in einem stimmungsvollen naturalistischen Stil menschenleere Bördelandschaften, die Beständigkeit suggerieren sollten. Seine Malerei ist in den Sammlungen des Osthaus Museums Hagen und der Städtischen Kunsthalle Recklinghausen vertreten.

## 1937 als „entartet“ aus öffentlichen Sammlungen beschlagnahmte Werke

### Tafelbilder
- Hinterhäuser in Ajaccio (Öl auf Leinwand; Städtisches Kunst- und Gewerbemuseum Dortmund. Zerstört)
- Christus in der Großstadt (Städtische Kunstsammlung Duisburg. Zerstört)
- Christus am Kreuz (Städtische Kunstsammlung Duisburg. Zerstört)
- Die schmale Pforte (Öl auf Leinwand; 1923; Kunstsammlungen der Stadt Düsseldorf. Zerstört)
- Häuser auf Korsika (Öl auf Leinwand, 1918; Städtisches Gustav-Lübcke-Museum Hamm. Verbleib ungeklärt)
- Deutscher Eichwald / Bäume im Sturm (Öl auf Leinwand, 1916; Städtisches Gustav-Lübcke-Museum Hamm. Zerstört)
- Die Masse (Öl auf Leinwand, 100 × 73 cm, 1927; Städtisches Gustav-Lübcke-Museum Hamm. Von 1938 bis 1941 in 12 Städten in der Wanderausstellung „Entartete Kunst“ vorgeführt. Verbleib ungeklärt)

- Geist der Gotik (Landesmuseum Münster. Zerstört)
- Das Rheinufer (Landesmuseum Münster. Zerstört)
- Bauernpaar mit Traglast (Öl; Vestisches Museum Recklinghausen. Zerstört)
- Kloster Corbara (Nassauisches Landesmuseum Wiesbaden. Zerstört)

### Zeichenkunst
- Christus (Aquarell; Kunstsammlungen der Stadt Düsseldorf. Zerstört)
- Ecce Homo (Aquarell; Museum Folkwang Essen. Zerstört)
- Im Schacht (Kohle, 1927; Städtisches Gustav-Lübcke-Museum Hamm. Zerstört)

## Sicher belegte Teilnahme an Ausstellungen in der Zeit des Nationalsozialismus
- 1936: München und Breslau, Schlesisches Museum der Bildenden Künste („Die Straßen Adolf Hitlers in der Kunst“)
- 1937: Hamm, Städtisches Gustav-Lübcke-Museum (Einzelausstellung mit L. Ante)
- 1937, 1938, 1940 und 1942: Dortmund, Haus der Kunst („Große Westfälische Kunstausstellung“)
- 1939: Soest, Rathaus („Künstler sehen eine Stadt. Das Gesicht der Stadt Soest und ihrer Landschaft im Spiegel der Kunst“)
- 1942: Düsseldorf („Frühjahrsausstellung“ der Gesellschaft zur Förderung der Düsseldorfer bildenden Künste)

## Veröffentlichungen
- Max Schulze-Soelde. Ausstellungskatalog Galerie Goltz. Düsseldorf 1919.
- Aufgaben und Ziele der Christ-Sozialisten. Zentralstelle zur Verbreitung guter deutscher Literatur Neuhof, Kreis Teltow, 1924.
- Ein Mensch dieser Zeit. Flarchheim 1930 (Autobiografie).